# Wyższe Seminarium Duchowne w Grodnie
Wyższe Seminarium Duchowne w Grodnie – szkoła wyższa, kształcąca księży na terenie diecezji grodzieńskiej, znajdująca się w Grodnie. Było to pierwsze katolickie seminarium duchowne otwarte na Białorusi. Drugie reaktywowano w 2001 roku w Pińsku.

## Historia
28 sierpnia 1990 roku ks. bp Tadeusz Kondrusiewicz oznajmił o utworzeniu Wyższego Seminarium Duchownego w Grodnie. 1 września na I rok studiów zgłosiło się 42 kandydatów. Pierwszym rektorem został ks. infułat Stanisław Kuczyński. Po nim obowiązki rektora seminarium pełnili ks. Lucjan Radomski, ks. bp Antoni Dziemianko, ks. bp Józef Staniewski. Obecnie rektorem jest ks. Roman Raczko.
Uczelnia znajduje się w murach dawnego klasztoru ojców bernardynów, który został zbudowany w XVII wieku i jest połączony z majestatyczną świątynią Znalezienia Krzyża Świętego. Budynek został adaptowany w 1991 roku dzięki staraniom bp Aleksandra Kaszkiewicza, lecz remont trwał następne 10 lat. W 1997 roku założono seminaryjną bibliotekę, która liczy 31.000 pozycji książkowych. W 10 rocznicę powstania seminarium oddano do użytku aulę im. Jana Pawła II.
Przez 25 lat istnienia grodzieńskie seminarium przygotowało do służby w Kościele ponad 200 kapłanów, którzy posługują na Białorusi, Ukrainie, w Rosji i Kazachstanie.

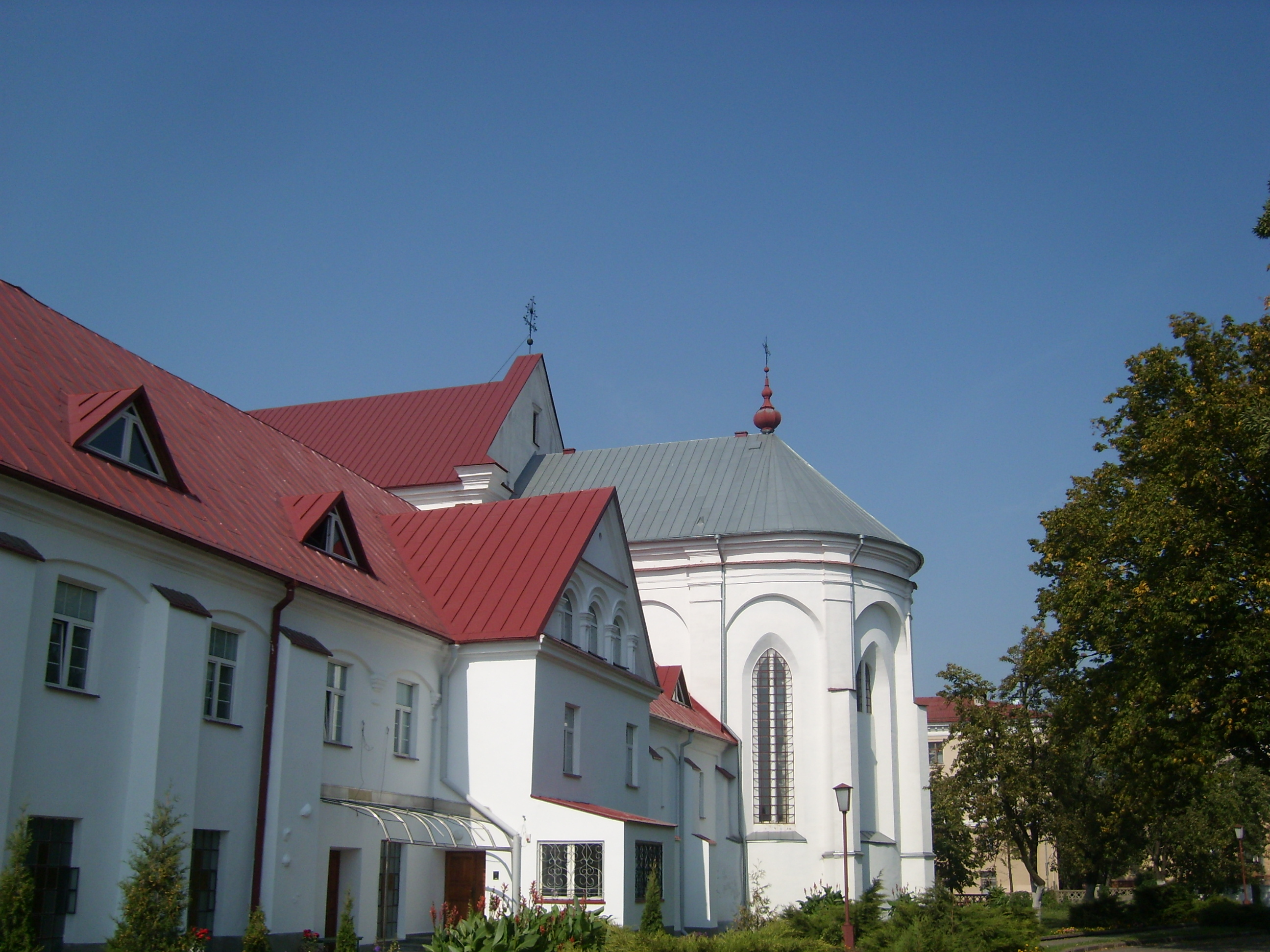
Budynek seminarium i prezbiterium kościoła

## Rektorzy WSD
| imię i nazwisko           | daty urzędowania |
| ------------------------- | ---------------- |
| Ks. Stanisław Kuczyński   | 1990 – 1996      |
| Ks. Lucjan Radomski       | 1996 – 2000      |
| Ks. bp Antoni Dziemianko  | 2000 – 2005      |
| Ks. Józef Staniewski      | 2005 – 2014      |
| Ks. Roman Raczko          | 2014 – 2018      |
| Ks. Witalij Wojciechowski | 2018 –           |

## Znani absolwenci
- ks. bp Józef Staniewski
- ks. bp Juryj Kasabucki
- ks. bp Aleh Butkiewicz